# Malaia thoracica
Malaia thoracica är en skalbaggsart som beskrevs av Ohaus 1910. Malaia thoracica ingår i släktet Malaia och familjen Rutelidae. Inga underarter finns listade i Catalogue of Life.